# (100029) Varnhagen
(100029) Varnhagen es un asteroide perteneciente al cinturón de asteroides, descubierto el 10 de octubre de 1990 por Freimut Börngen y el también astrónomo Lutz Dieter Schmadel desde el Observatorio Karl Schwarzschild, en Tautenburg, Alemania.

## Designación y nombre
Designado provisionalmente como 1990 TQ10. Fue nombrado Varnhagen en honor a Rahel Varnhagen von Ense y su marido Karl August, reconocidos escritores y principales figuras del Salón Literario de Berlín de Rahel.

## Características orbitales
Varnhagen está situado a una distancia media del Sol de 2,965 ua, pudiendo alejarse hasta 3,279 ua y acercarse hasta 2,652 ua. Su excentricidad es 0,105 y la inclinación orbital 4,108 grados. Emplea 1865 días en completar una órbita alrededor del Sol.

## Características físicas
La magnitud absoluta de Varnhagen es 15. Tiene 5,64 km de diámetro y su albedo se estima en 0,067.